# Adeline André
Adeline André (1949) é uma designer de moda francesa e chefe de uma das dezesseis casas de moda da alta-costura francesa.

## Infância
Nasceu em Bangui, na África Equatorial Francesa, em 1949, e estudou na Ecole de la Chambre Syndicale de la Couture Parisienne. Após a formatura em 1970, ela entrou na Casa de moda de Christian Dior como assistente para coleções de alta costura, trabalhando com Marc Bohan.

## Carreira
Em 1981, ela formou sua própria casa de moda, Adeline André. Nesse mesmo ano, ela também registrou sua mais famosa inovação de moda, o three sleeve holes no Instituto Nacional de Propriedade Industrial Francês e em 1982 na Organização Mundial da Propriedade Intelectual. Exemplos desta roupa de três buracos de mangas estão nas coleções do Museu de Moda Francês, do Palais Galliera em Paris, do Instituto de Tecnologia da Moda em Nova Iorque e do Museu de Moda e Design em Lisboa.
Em maio de 1997, André tornou-se "membro convidado" da Câmara Sindical da Alta Costura Parisiense e "membro permanente" desde janeiro de 2005. Atualmente é a principal designer da casa de moda que leva seu nome.